# حيانات (شبام)
'

تعديل مصدري - تعديل

حيانات هي إحدى قرى عزلة شبام بمديرية شبام التابعة لمحافظة حضرموت، بلغ تعداد سكانها 46 نسمة حسب تعداد اليمن لعام 2004.